# Sitio de Nicea (1113)
El sitio de Nicea, tuvo lugar en el año 1113 entre el Imperio bizantino y los turcos selyúcidas. Fue un intento fallido por parte de Sultanato de Rüm de recuperar Nicea, tomada por los bizantinos, con la ayuda de los cruzados en el año 1097.
Tras el éxito de la Primera Cruzada y el fracaso de la Cruzada de 1101, los turcos selyúcidas reanudaron su ofensiva contra el Imperio bizantino. El emperador Alejo I Comneno ya anciano, era incapaz de hacer frente a la invasión turca que se extendía por la anatolia bizantina.  Los turcos selyúcidas sitiaron Nicea, pero el asedio fracasó, fueron derrotados y rechazados a sus fronteras.